# Orgel von St. Laurentius (Dedesdorf)
Die Orgel von St. Laurentius in Dedesdorf-Eidewarden, einem Ort in der Einheitsgemeinde Loxstedt (Niedersachsen) in der Nähe von Bremerhaven, wurde 1698 von Arp Schnitger gebaut. Das zweimanualige Werk enthielt ursprünglich zwölf Register und verfügt nach der Ergänzung eines Pedalwerks heute über 18 Register. Das Manualgehäuse und zehn Register samt Windladen und Klaviaturen sind original erhalten. Eine Besonderheit stellt die Zwillingslade dar, die Schnitger zwar mehrfach baute, aber nur in Dedesdorf und in Moreira (Portugal) erhalten blieb.

## Baugeschichte

### Neubau durch Schnitger 1697/1698
Der Vertrag zwischen der Kirchengemeinde und Schnitger wurde von beiden Seiten am 15. August 1697 unterzeichnet. Als Kosten wurden 320 Taler vereinbart, von denen der Meister 120 Taler als Anzahlung erhielt. Im Gegensatz zu vielen anderen Orgelneubauten bezog Schnitger in Dedesdorf kein älteres Material ein, da er für St. Laurentius die erste Orgel baute. Die Gemeinde übernahm die Kosten für die Abholung des Instruments und die Unterkunft und Verpflegung von Schnitger und seinen Gesellen, die über den Sommer im Pastorat wohnten. Als das Konsistorium den hohen Bier- und Branntweinverbrauch rügte, entgegnete Pastor Petrus Dreas: „Der Orgelmacher ist ein reputierlicher Mann, imgleichen waren die Gesellen feine, hübsche Leute, welche man kein schlecht Fusel Bier präsentieren durfte.“ Am 3. Juli 1698 erklang die Orgel zum ersten Mal im Gottesdienst.
Der Prospektaufbau ähnelt Schnitgers Instrument in Moreira (Maia) bei Porto (Portugal), ist aber in der Bassoktave mit Fis und Gis ausgebaut, während das portugiesische Instrument eine kurze Oktave aufweist. Das Manualwerk ist in acht Register auf dem unteren Manual und vier auf dem oberen Manual aufgeteilt. Dies entspricht der barocken Orchesteraufteilung in Ripieno und Concertino. Die vier Register des Obermanuals befinden sich auf dem vorderen Teil der Windlade mit den Ventilen über der oberen Manualklaviatur. Die Register des Untermanuals mit Mixtur und Trompete, die jeweils geteilt sind, befinden sich dahinter und werden von den hinteren Ventilen angespielt.
Der Prospekt weist die klassische Fünfteilung mit polygonalem Mittelturm und zwei flankierenden Spitztürmen auf, die alle drei mit je neun Pfeifen bestückt sind. Die Türme werden durch zweigeschossige Flachfelder mit je 13 Pfeifen und insgesamt 52 Pfeifen verbunden, von denen 20 klingend sind. Das Gehäuse wird an beiden Seiten durch neues, geschnitztes Akanthuswerk mit Voluten verziert, das sich als oberer und unterer Abschluss aller Pfeifenfelder und den Gehäuseaufbauten befindet.
Zwillingsladen setzte Schnitger beispielsweise bei seinen Werken in Sittensen (1694/1695), Oldenbrok (1697), Strückhausen (1697) und Rastede (1709) ein, die alle auf einem Principal 4′ basieren. Das Pedal war ursprünglich lediglich angehängt.

### Erweiterungen
In den Jahren 1742 bis 1745 führte Eilert Köhler (Oldenburg) Reparaturen durch und ergänzte das Instrument um ein selbstständiges Pedalwerk mit sechs Stimmen, das er hinterständig aufstellte. Die Balganlage wurde auf den Dachboden verlegt, um Platz für das neue Pedalwerk zu schaffen. Weiterhin ersetzte Köhler die Siffloit 1 1⁄2′ durch ein Gemshorn 2′ und legte eine wohltemperierte Stimmung an.
Eine kleine Reparatur wurde 1775 von Johann Hinrich Klapmeyer durchgeführt, der wahrscheinlich auch für die Reparatur von 1789 verantwortlich war.

### Restaurierungen
Eine erste Renovierung erfolgte 1934 durch Alfred Führer, der 1957 bei Restaurierungsarbeiten als Ersatz für die 1917 abgelieferten originalen Zinnpfeifen neue Prospektpfeifen einsetzte und einige Trakturteile erneuerte. 1978 erfolgte eine weitere Teilrestaurierung durch die Orgelwerkstatt Führer. 1998/1999 fand eine gründliche Restaurierung durch Heiko Lorenz (Firma Führer) unter Beratung von Harald Vogel statt. Zum Abschluss wurde eine Pedalkoppel nach den Spuren des angehängten Pedals von Schnitger angelegt.
Das Instrument wurde auf den Zustand von 1745 zurückgeführt und alle später eingebauten Teile durch originalgetreue Rekonstruktionen ersetzt, einschließlich der technischen Anlage und der Prospektpfeifen aus 98 % Zinn. Der Subbaß von Gerhard Janssen Schmid (1838) wurde beibehalten. Die Finanzierung gelang mit Hilfe des „Fördervereins zur Restaurierung der Dedesdorfer Orgel“. Lorenz erhielt für die gelungene Restaurierung den Arp-Schnitger-Preis 2002.

## Disposition seit 1999
| I Unter-Clavier CDE–c3 |      |   |
| Quintaden              | 8′   | S |
| Gedackt                | 4′   | S |
| Quinta                 | 3′   | S |
| Floit                  | 2′   | S |
| Gemshorn               | 2′   | K |
| Sesquialter II         | 2⁄3′ | S |
| Mixtur IV B/D          | 1⁄2′ | S |
| Trompet B/D            | 8′   | S |

| II Ober-Clavier CDE–c3 |       |    |
| Gedackt                | 8′    | S  |
| Principal              | 4′    | FL |
| Octav                  | 2′    | S  |
| Quinta                 | 1 ⁄2′ | S  |

| Pedal CDE–d1 |     |      |
| Subbaß       | 16′ | Schm |
| Octave       | 8′  | K    |
| Octave       | 4′  | K    |
| Posaune      | 16′ | K    |
| Trompete     | 8′  | K    |
| Trompete     | 4′  | K    |

- Koppeln: II/I (Manual-Schiebekoppel) (S), I/P (S/FL)
- Tremulant (Bocktremulant auf die ganze Orgel) (S)

Anmerkungen
S = Schnitger (1698)
K = Köhler (1745)
Schm = Schmid (1838)
FL = Führer (Lorenz) (1999)

## Technische Daten
- 18 Register, 22 Pfeifenreihen.
- Windversorgung: 
  - Blasbälge: 3 Sperrventile, 3 Keilbälge (Führer)
  - Winddruck: 70 mmWS
- Windladen: Zwillingsladen (Schnitger)
- Traktur:
  - Klaviaturen: Manuale (Schnitger), Pedal (Führer)
  - Tontraktur: Mechanisch
  - Registertraktur: Mechanisch
- Stimmung:
  - Wohltemperierte Stimmung nach Bach/Kellner (1/5 Komma)
  - Tonhöhe etwa einen halben Ton über normal: a1 = 457 Hz